# Ricardo Malumbres
Ricardo Malumbres Logroño (Zaragoza, 12 de noviembre de 1926-Zaragoza, 27 de octubre de 2019) fue un médico y político español.

## Biografía

### Formación y actividad médica
Tras licenciarse y doctorarse (1960) en medicina por la Facultad de Medicina de la Universidad de Zaragoza, fue profesor asociado en las cátedras de Patología General, Patología y Clínica Médica A, y de Patología y Clínica Médica B hasta 1967. En 1969 se especializó en medicina interna en la Facultad de Zaragoza. En 1987 fue nombrado profesor asociado del Área de Ciencias de la Salud, en la Facultad de Medicina de la universidad zaragozana.
En 1971 fue examinador de los tribunales para hospitales y centros hospitalarios.

### Actividad política
En 1971 realizó su incursión en el mundo político, al ser nombrado presidente de la Diputación Provincial de Zaragoza, cargo que desempeñó entre el 31 de enero y el 29 de marzo de 1974. Posteriormente fue concejal y teniente de alcalde del Ayuntamiento de Zaragoza.

### Cargos y nombramientos
En 1975 fue nombrado Jefe del Servicio de Medicina Interna del Hospital Provincial de Nuestra Señora de Gracia de Zaragoza, y desde 1985 hasta su jubilación en 1991 asumió el puesto de Decano del Cuerpo Médico del Hospital Provincial de Zaragoza.

## Academias y Asociaciones a las que perteneció
- Miembro de la Sociedad Española de Cardiología (1955).[3]
- Presidente de la Beneficencia Municipal y Casas de Socorro por el Tercio de Cabezas de Familia (1964).[3]
- Académico Electo y Numerario de la Real Academia de Medicina de Zaragoza (mayo de 1969).[3]
- Presidente de la Asamblea Autonómica de la Cruz Roja en Aragón (1983).[3]

## Condecoraciones
- Medalla de Oro y Encomienda con placa de la Cruz Roja Española por su labor al frente de la Asamblea Provincial de Zaragoza (1970).[3]
- Encomienda con placa de la Orden Civil de Sanidad (1971).[3]
- Gran Cruz de la Legión de Honor de la Cruz Roja Mexicana (1974).[3]
- Medalla de Oro de la Provincia de Zaragoza.[3]
- Encomienda con placa de la Orden de Cisneros.[3]

| Predecesor: Pedro Baringo Rosinach | Presidente de la Diputación Provincial de Zaragoza 31 de enero de 1974-29 de marzo de 1974 | Sucesor: Hipólito Gómez de las Roces |